# Abdou Sené
Abdou Sène, né à Foundiougne, au Sénégal le 30 novembre 1932 et mort le 10 février 2013 au Sénégal, est un footballeur international français.

## Biographie
Abdou Séne avait développé des qualités dans le sport et principalement dans le football, et s’est fait remarquer très jeune au club de Football U.S. Gorée, de 1953 à 1956, notamment par son très bon pied gauche. En 1956 il a gagné la coupe AOF (Afrique occidentale Française) avec ce même club. En 1956-57, il est transféré à l’Africa sport d'Abidjan, en Côte d’Ivoire pour un an, pour gagner une nouvelle fois la Coupe AOF ainsi que la Coupe d’Afrique des Nations.
Il était le tout premier footballeur professionnel sénégalais à avoir été transféré dans un club français, grâce au Président de la Ligue de football professionnel (LFP) Jean Sadoul, également Président du Club de Football Olympique d'Alès. 
Après sa carrière de footballeur professionnel, il arrive à Bollène en 1966 tout d’abord comme joueur et ensuite en tant qu’entraineur des équipes, séniors, juniors, et féminines de la ville de Bollène.
Il a contribué au développement intergénérationnel de la ville de Bollène grâce à son charisme, sa personnalité et sa nature généreuse, et devient de 2001 à 2008, conseiller municipal à la mairie. 